# 火星シリーズ
『火星シリーズ』（かせいシリーズ）は、アメリカの作家エドガー・ライス・バローズが著した、架空の火星を舞台にしたSF冒険小説のシリーズ。
本項では、火星の事物の日本語表記は、最新版である創元SF文庫の合本版による。

## 概要
1912年2月から6月に、ノーマン・ビーン（Norman Bean）のペンネームで連載された『火星の月の下で』（Under the Moons of Mars）が、火星シリーズの始まりである。原題は『デジャー・ソリス、火星のプリンセス』（Dejah Thoris, Princess of Mars）で、バローズが1911年にパルプマガジン「オールストーリー・マガジン」に送り、採用された。
それを復題書籍化して1917年に刊行された A Princess of Mars（邦題『火星のプリンセス』）を第1巻とし、火星シリーズは全11巻で構成されている。第10巻 Llana of Gathol（邦題『火星の古代帝国』）の刊行は1948年だが、最終巻 John Carter of Mars（邦題『火星の巨人ジョーグ』）の刊行は1964年である（死後14年が経過）。日本では、1965年から創元推理文庫（現在の創元SF文庫）その他で刊行された。
当時から「太陽系で、地球以外に最も生命の存在の可能性が高い」とされていた火星を舞台に、
「幽体離脱して地球から火星に瞬間移動した主人公が、怪物相手に活劇を繰り広げ、美女を救う」
という物語は大ヒットとなり、以後多くの追随作品（惑星冒険もの）を生んだ（さらに、主人公は「生まれも育ちも、年齢も不詳」と自称している）。ロバート・E・ハワードの「英雄コナン」シリーズやリン・カーターの「レムリアのゾンガー」シリーズ等のヒロイック・ファンタジーの祖型と目されることもあるが、それらに特徴的な魔術への傾斜はバローズの諸作にはきわめて希薄であり、随所に「科学」による説明がなされていることも特色のひとつである。
バローズはアメリカではターザンの作者として有名だが、日本では、まず火星シリーズの作者として認識されている。これは、ターザンの映画は多く公開されていたものの、作家としては創元推理文庫から本シリーズが刊行されることによって一気に人気が出たためである。「火星」が最初に訳出・出版されたという事情に加えて、創元推理文庫版に付された武部本一郎による美麗なカバー絵、口絵、挿絵が読者の絶賛を博したことによる部分も大きい。武部はその後、金星シリーズ、ターザン・シリーズ、ペルシダー・シリーズなど、殆どのバローズ作品の挿絵を描いている。

## 作品
以下の邦題、および日本での刊行日は創元推理文庫（現・創元SF文庫）版に拠る。第6巻までは、厚木淳による改訳版に差し替えられている。
| No. | 書名（邦題/原題） | 初出                                                                                                   | 刊行                   | 邦訳/日本での刊行/改訳                     |
| --- | --- | --- | ---------------------- | ------------------------------------------ |
| 1   | 火星のプリンセス A Princess of Mars                                                                                                  | 1912年2-6月 All-Story誌                                                                                | 1917年10月 McClurg     | 小西宏 1965年10月8日 厚木淳 1980年2月29日  |
| 2   | 火星の女神イサス The Gods of Mars | 1913年1-5月 All-Story誌                                                                                | 1918年9月 McClurg      | 小西宏 1965年11月19日 厚木淳 1979年9月28日 |
| 3   | 火星の大元帥カーター The Warlord of Mars                                                                                             | 1913年12月-1914年3月 All-Story誌                                                                       | 1919年9月 McClurg      | 小西宏 1966年2月4日 厚木淳 1979年3月9日    |
| 4   | 火星の幻兵団 Thuvia, Maid of Mars | 1916年4月 All-Story誌                                                                                  | 1920年10月 McClurg     | 小西宏 1966年3月4日 厚木淳 1979年3月23日   |
| 5   | 火星のチェス人間 The Chessmen of Mars                                                                                                | 1922年2-3月 Argosy All-Story Weekly誌                                                                  | 1922年11月 McClurg     | 小西宏 1966年5月27日 厚木淳 1979年2月23日  |
| 6   | 火星の交換頭脳 The Master Mind of Mars                                                                                               | 1927年7月 年刊Amazing Stories誌                                                                        | 1928年3月 McClurg      | 小西宏 1966年11月4日 厚木淳 1979年6月22日  |
| 7   | 火星の秘密兵器 A Fighting Man of Mars                                                                                                | 1930年4-9月 Blue Book誌                                                                                | 1931年5月 Metropolitan | 厚木淳 1967年7月28日                       |
| 8   | 火星の透明人間 Swords of Mars | 1934年11月-1935年4月 Blue Book 誌                                                                      | 1936年2月 Burroughs    | 厚木淳 1967年9月30日                       |
| 9   | 火星の合成人間 Synthetic Men of Mars                                                                                                 | 1939年1月 Argosy Weekly誌                                                                              | 1940年3月 Burroughs    | 厚木淳 1968年5月3日                        |
| 10  | 火星の古代帝国 Llana of Gathol | 1941年3-10月 Amazing Stories誌 古代の死者たち 火星のブラック・パイレーツ 火星の冷凍人間 火星の透明人間 | 1948年3月 Burroughs    | 厚木淳 1968年9月3日                        |
| 11  | 火星の巨人ジョーグ John Carter of Mars ■火星の巨人ジョーグ John Carter and the Giant of Mars ■木星の骸骨人間 Skeleton Men of Jupiter | （火星の巨人ジョーグ） 1941年1月 Amazing Stories誌 （木星の骸骨人間） 1943年2月 Amazing Stories誌      | 1964年7月 Canaveral    | 厚木淳 1968年10月25日                      |

中篇「火星の巨人ジョーグ」"John Carter and the Giant of Mars"はバローズの作品ではなく、息子のジョン・コールマン・バローズが書いたものを、バローズが加筆・修正し、バローズの名義で発表したものである。
創元SF文庫では、1999年から2002年にかけて合本版として全4集を発売した。翻訳は、すべて厚木淳による。
| No. | 書名                                        | 刊行           | 収録作品                                               |
| --- | ------------------------------------------- | -------------- | ------------------------------------------------------ |
| 1   | 合本版・火星シリーズ 第1集 火星のプリンセス | 1999年6月18日  | 火星のプリンセス 火星の女神イサス 火星の大元帥カーター |
| 2   | 合本版・火星シリーズ 第2集 火星の幻兵団     | 1999年10月22日 | 火星の幻兵団 火星のチェス人間 火星の交換頭脳           |
| 3   | 合本版・火星シリーズ 第3集 火星の秘密兵器   | 2001年6月29日  | 火星の秘密兵器 火星の透明人間 火星の合成人間           |
| 4   | 合本版・火星シリーズ 第4集 火星の古代帝国   | 2002年9月30日  | 火星の古代帝国 火星の巨人ジョーグ モンスター13号       |

「木星の骸骨人間」も収録されている。なお、『モンスター13号』は、火星シリーズとは無関係な独立した作品である。
上記以外で、シリーズ（3巻以上）として刊行されたものは以下の2種類である。第7巻以降は、講談社版の方が刊行が早い。
講談社
01.火星のプリンセス （A Princess of Mars） 亀山龍樹訳、1967年5月28日刊行
02.火星の空中艦隊 （The Gods of Mars） 塩谷太郎訳、1967年5月28日刊行
03.火星の大将軍 （The Warlord of Mars） 矢野徹訳、1967年5月28日刊行
04.火星のまぼろし兵団 （Thuvia, Maid of Mars） 福島正実訳、1967年5月28日刊行
05.火星のくも人間 （The Chessmen of Mars） 都筑道夫訳、1967年5月28日刊行
06.火星の頭脳交換 （The Master Mind of Mars） 中尾明訳、1967年6月28日刊行
07.火星の秘密兵器 （A Fighting Man of Mars） 北川幸比古訳、1967年6月28日刊行
08.火星の秘密暗殺団 （Swords of Mars） 野田昌宏訳、1967年6月28日刊行
09.火星の合成人間 （Synthetic Men of Mars） 南山宏訳、1967年7月10日刊行
10.火星の地底王国 （Llana of Gathol） 内田庶訳、1967年7月10日刊行
角川文庫
01.火星のプリンセス （A Princess of Mars） 小笠原豊樹訳、1967年7月31日刊行
02.火星の女神イサス （The Gods of Mars） 小笠原豊樹訳、1967年10月31日刊行
03.火星の大元帥カーター （The Warlord of Mars） 小笠原豊樹訳、1968年1月31日刊行

## ストーリー
第1巻〜第3巻
ジョン・カーター（John Carter）とデジャー・ソリス（Dejah Thoris）の愛の物語。
幽体離脱し、地球から瞬間移動した風来坊であるジョン・カーターが、火星で最も高貴で美しい火星人の王女の愛を勝ち得、文字通り南の果てから北の果てに至る冒険の末、結ばれるまでを描く。
末尾に至り、ジョン・カーターは国家を超越した「生きた軍神」とも言うべき「火星の大元帥」“Warlord of Mars”の称号を得る。
第4巻
ジョン・カーターとデジャー・ソリスの息子カーソリス（Carthoris）を主人公に、タース（Pterth）国の王女サビア（Thuvia）との冒険行と愛の成就を描く。幻影の実体化というアイデアを含む。
第5巻
ジョン・カーターとデジャー・ソリスの娘ターラ（Tara）が主人公。気の強いお姫様と求婚者という組み合わせ。
頭部だけの人間と頭部のない人間の組み合わせや、命を懸けて戦う人間チェス（「ジェッタン」Jetan、独自のルールまで創作してある）などのアイデアが盛りこまれている。
第6巻
主人公は地球人ユリシーズ・パクストン（Ulyses Paxton）。
第一次世界大戦の戦場から幽体離脱し火星に瞬間移動した主人公が、火星随一の科学者であり医師であるラス・サヴァス（Ras Thavas）の弟子となり、類まれな美女と醜い老婆の頭脳を交換する手術に立ち会う。
年刊アメージングストーリーズに一気に掲載された。
第7巻
無骨な士官タン・ハドロン（Tan Hadron）と、けなげな乙女タヴィア（Tavia）の冒険ロマンス。タヴィアへの自分の気持ち、自分へのタヴィアの気持ちに一向に気づかないハドロンの鈍感さが描かれている。
第8巻
主役はジョン・カーター。
秘密暗殺ギルドに潜入したカーターは、火星の衛星サリア（Thuria。フォボスのこと）に赴く。そこには透明人間の国があった。
第9巻
第6巻以来のラス・サヴァスが登場。
少壮士官ヴォル・ダー（Vol Daj）は目的を達成するため、あえて醜い合成人間の頭蓋に自らの頭脳を移す。
第10巻
連作中篇の形式（晩年のバローズの特徴である）で、「古代の死者たち」、「火星のブラック・パイレーツ」、「火星の冷凍人間」、「火星の透明人間」の4編から成る。「火星の透明人間」は第8巻と同題であるが、透明化の原理は異なるものとなっている。
死んだことに気づかないまま数百万年を過した古代都市の人々、谷底の都市に人知れず暮らす黒色人貴族などが登場する。また、カーターの孫（ターラの娘）ラナ（Llana）も登場。
第11巻
中篇2作で構成。
『火星の巨人』では、身の丈40mの合成人間が暴れまわる。それに対するヘリウム「空軍」の戦い。
『木星の骸骨人間』では木星人が登場。誘拐されたデジャー・ソリスを追い、カーターの冒険は木星に舞台を移す。バローズの死去により未完成作品となった（なお、現実での木星の重力は地球の三倍・火星の九倍だが、本作品では自転による遠心力が強いため、少なくとも地球の重力以下である）。

## ジョン・カーターの家族
ジョン・カーターは、火星で家族を得た。
妻とその父系
デジャー・ソリス - 赤色人。ヘリウムの王女。第1巻から最終話「木星の骸骨人間」まで、複数回登場。
モルス・カジャック - 小ヘリウムの王。デジャー・ソリスの父。第1巻から登場。
タルドス・モルス - ヘリウムの皇帝。デジャー・ソリスの祖父。第1巻から登場。最終話でも健在。
子供、孫
カーソリス - 長男。第2巻から登場（第1巻でも、卵として登場）。妻はタースの王女、サビア（第4巻）。
ターラ - 長女（第2子）。夫はガソールの王、ガハン（第5巻）。
ラナ - ターラとガハンの娘（第10巻）。

## バルスーム（火星）
火星シリーズの言語では、火星はバルスーム（Barsoom）と呼ばれる。水星、金星、地球、木星は、それぞれラスーム（Rasoom）、コスーム（Cosoom）、ジャスーム（Jasoom）、サスーム（Sasoom）という。火星人はバルスーミン、地球人はジャスーミンとなる。

### バルスーム（火星）の環境
1911年の一般的な火星の知識にしたがって、全土は乾ききり、かろうじて全惑星規模の運河によって灌漑されている世界として描かれている。かつての海底は緋色の苔で覆われ、太古の海岸線に沿って都市の廃墟が並ぶ、滅びかかった世界という設定である。
バルスームでは、大気すらほぼ失われており、大気製造工場で光線から合成される大気によって、かろうじてすべての生命が養われている。この滅びの予感は特に第1巻において顕著であり、物語に陰影を与えているが、巻が進むにつれて希薄になっていく。第10巻の『火星の古代帝国』に100万年前の古都の住人が登場、その感慨によって、久しぶりに読者の前に提示される。
また、火星は重力が小さく、地球人（ジョン・カーター、ユリシーズ・パクストン）は、ジャンプ力や腕力が（相対的に）増幅されるため、超人的な活躍ができる。

### バルスーム（火星）の住人と文化
「火星人」は大きく分けると2種類になる。地球人型と、それ以外である。地球人型で最も多いのは赤色人であり、それ以外で最も印象に残るのは緑色人である（最初に登場した火星人である事の他に、彼らの一人、タルス・タルカスがジョン・カーターの親友である事、また彼の娘ソラがカーターの友人であり、養育係だった事による）。
赤色人や緑色人の成長速度は、地球人と大差ない。反面、長命であり、老化の兆候は、1000歳を過ぎるまで、なかなか表れない。また、決闘や戦争での死を尊ぶ事から、老衰するまで生きることは珍しい。かつてはイサス信仰があり、1000歳になるとイス河へ死出の旅に出かけていたが、第2巻でカーターが信仰のからくりを暴いたため、この制限はなくなる。
赤色人、緑色人とも卵生であり、緑色人の場合、卵が孵化するまでには5年間かかる。デジャー・ソリスはジョン・カーターの子を生んだが、これが唯一の地球・火星間の混血例である（ただし、ジョン・カーターが生粋の地球人であるかどうかは、彼自身にも判らない）。
赤色人
地球人型火星人の主流。火星全土に住む。髪は黒い。
赤銅色の肌は、古代の白色人、黒色人、黄色人の混血の結果である。
黒色人
滅びたと思われていた人種。第2巻から登場。自らを「ファースト・ボーン（最初の火星人）」と呼ぶ、誇り高い種族。
- 「生命の木」の神話によると、第1に誕生した生命が植物人間（Plant Men）、第2に誕生したのが16本足の毛虫、第3が4本腕の大白猿（White Ape）。第4が黒色原人であり、黒色原人は全ての火星人の祖先だという。

「ブラック・パイレーツ」の別名を持ち、海賊行為を行う（ただし、使用する船は飛行艇）。南部出身のカーターから見ても、美しい顔立ちをしている。
白色人
滅びたと思われていた人種。第2巻から登場。黒色人に捕まった者は奴隷にされる。
黄色人
滅びたと思われていた人種。
緑色人
4本の腕を持つ、巨漢ぞろいの種族。顔も異形であり、赤色人らの地球人型火星人とは、生物学起源の異なる人種。
半遊牧民であり、火星の野蛮性の象徴でもある。騎馬民族であり、電子制御された長射程のライフルを有する。
卵は手元で孵化させず、孵化場を設けている。これは試練（計画）として行われており、早く孵化しすぎた者は世話をする者がいないため、餓死する（逆に、遅すぎた者も餓死する）。また、親子の確認はされず、女性や子供は部族の共有財産と見なされている。孵化場は、他の部族・人種・生物に襲われることがある。
カルデーン（Kaldane）
第5巻に登場。別名、蜘蛛人間。人間の頭部に、エビの足が生えたような外見をしている（エビの足が3対に、触手が1対）。
人間の頭にしては大きく、またグロテスクだが、ライコールに乗った場合、人間社会に紛れ込むことも可能。
ライコール（Rykors）
第5巻に登場。頭部が退化し、見た目には首なしのように見える。頭部が無い以外は人間にそっくりで、むしろ均整のとれた体格（肌の色は、赤色人よりも少し薄い）。
カルデーンと共生関係にあるが、食用にもされている。
グーリ人
第9巻に登場。カンガルーのような人間。太い尻尾を持ち、女性はお腹の袋で幼児を育てる。

### バルスーム（火星）の生物
火星の生物の内、脊椎動物は多肢、もしくは多足である場合が多い。また、哺乳類は一種類しか存在せず、数が少ない、とされる。
アプト（Apt）

アルシオ（Ulsio）
火星のネズミ。
オルラック（Orluk）
北極に棲む肉食動物。黄色と黒の毛皮を持つ。
キャロット（Calot）
火星の犬。
シス（Sith）
巨大な蜂。
ジティダール（Zitidar）
火星の象。
植物人間（Plant Men）
第2巻に登場。植物と動物の特徴を併せ持つ。肉食で獰猛。
シリアン（Silian）
コーラスのロスト海に棲む。巨大爬虫類。
ソート（Thoat）
火星の馬。
ソラック（Sorak）
火星の猫。侮蔑する際の比喩にも使われる。
大白猿（White Ape）
白く巨大な猿。腕は4本。凶暴で強力。
ダルシーン（Darseen）
カメレオンのように変色する爬虫類。
バンス（Banth）
火星のライオン。
マラゴール（Malagor）
巨大な鳥。

### バルスーム（火星）の言語
初期においてはテレパシーによる意思の疎通が重視されていたが、やがて会話に比重が移った。火星人は、ジョン・カーターの心を読むことが出来ない場合がある（カーターからは読める。これが第1巻で火星の命運を左右した）。
以下のバルスーム語は、赤色人ら地球人型火星人の他、緑色人も使用する。
- カオール - 挨拶。「こんにちは」、「ようこそ」等に該当。
- ジェダック - 皇帝。
- ジェド - 王。
- パドワール- 士官。

### バルスーム（火星）の単位
火星の長さの単位はアドであり、地球のフィートに該当する。1アドは11.694インチ。
10ソファド＝1アド
200アド＝1ハアド
100ハアド＝1カラド
360カラド＝火星赤道円周
1ハアド（1火星マイル）は233フィート。1ソファドは1.7インチ。また、1カラドは火星緯度1度。

### 第8光線
地球では7番目までの光線しか知られていないが、バルスームでは第8光線、第9光線が発見されており、第8光線が実用化している。この光線を使用することで、小型の飛行艇はもちろん、巨大な戦艦まで空に浮かばせることができる。
なお、バルスームでは、これらの空中艇・空中戦艦は「空軍(Air force)」ではなく「海軍(navy)」に属していることが、ジョン・カーター（もしくはバローズ）によって強調されている。

### サリア（フォボス）人と環境
バルスームの月は2つある。このうち、サリアについては第8巻で登場し、特殊な事象が示されている。
縮小化
「質量の補償調整作用」が作用し、他の天体から接近したものは縮小する。例えば、ジョン・カーター（身長185cm以上）は8ソファド（約24cm）に縮むと予想される。火星の科学者ファル・シヴァスによれば、サリアの直径は約10kmで、体積は地球の約2パーセント。サリア人が存在した場合、その身長は25cmで体重は4-5ポンド（約1.8-2.3kg）と推定された。
透明人間
サリアに住むタリッド人は、透明化の術を心得ている。これは相手の精神に訴えかけて自分の姿を見えなくさせるもの。相手の「見つける」という意思の方が強いと、透明化は無効になる。

## 火星との連絡
本シリーズの主人公ジョン・カーターは、バローズの親戚として設定されている。彼はバローズに遺書と原稿を残しており（第1巻、第2巻）、続巻においては、度々バローズを訪れ、冒険譚を語っている。それ以外にも、グリドリー波による通信で知らされる場合もある。
ジョン・カーター
原稿 - 第1巻、第2巻
上記の原稿と推測されるもの - 第3巻、第4巻
語り聞かせたもの - 第5巻、第8巻、第10巻
ユリシーズ・パクストン
原稿 - 第6巻
グリドリー波での通信（ユリシーズ・パクストンが連絡役） - 第7巻、第9巻
第11巻については不明（2篇とも）。「木星の骸骨人間」には、バローズの「まえがき」に「ジョン・カーターの物語」と明記されているものの、ジョン・カーターが登場する物語でも、パクストンが連絡しているケースもある（第9巻）。

## ペルシダー・シリーズ、月シリーズとの関係
ペルシダー・シリーズ
本シリーズ第7巻、第9巻にて交信に使用されている「グリドリー波（グリドリー波長）」は、ペルシダー・シリーズ第3巻で初登場したもの。
月シリーズ
火星（バルスーム）、ヘリウム、ジョン・カーター、第8光線、バルスーム光線等、固有名詞や人物名が登場。物語の発端に重要な役割を果たしている。

## 火星シリーズの前後

### 参考作品について
スティーヴン・タカクスは、バローズが火星シリーズを著すにあたり、エドウィン・レスター・アーノルドの小説『ガリバー・ジョーンズ中尉とその休暇（Lieutenant Gullivar Jones: His Vacation）』（1905年）の影響を受けていると述べている。ドナルド・A・ウォルハイムとリチャード・A・ルポフは賛同しているが、これには異論もある。
ルポフは、火星シリーズの主人公ジョン・カーターの人物像について、同じアーノルドの小説『フェニキア人フラの華麗な冒険（The Wonderful Adventures of Phra the Phoenician）』（1890年）の主人公フラに、その原型が見られるとしている。

### 派生作品
バローズの火星シリーズに影響を受けた小説は多い。優れたものから単なる模倣に過ぎないものまで、玉石混交である。以下、邦訳のあるものを中心に挙げる（ただし、ほとんどが絶版）。
火星の黄金仮面（The Outlows of Mars）
O・A・クライン著。武部本一郎の挿絵つきで創元推理文庫に収録された。これに先立ち、『火星の無法者』のタイトルで久保書店から刊行されている。
クラインは、他にも火星や金星を舞台にしたバローズ風の作品を多く書いており、ターザンに類似した作品もある。
ラジオ・マン（The Radio Man）
ラルフ・ミルン・ファーリィ著。同時代の作品の一つで、金星を舞台にしたもの。未訳。
火星の戦士（The Warrior of Mars）シリーズ
マイケル・ムアコック著。『野獣の都』、『蜘蛛の王』、『鳥人の森』の3作からなり、ハヤカワ文庫から刊行されている。
緑の太陽（Green Star）シリーズ
リン・カーター著。全5巻のうち、『緑の星の下』、『緑の星の招くとき』、『緑の星の暗黒世界で』の3巻がハヤカワ文庫から刊行されている。
リアノンの魔剣（The Sword of Rhiannon）
リイ・ブラケット著。太古の火星にタイムスリップする冒険譚。ハヤカワ文庫より刊行。
赤い霧のローレライ（Lorelei of the Red Mist）
リイ・ブラケット著。金星を舞台にした幻想冒険譚。青心社文庫より刊行。
ジューマ（Xuma）シリーズ
デヴィッド・J・レイク著。『ジューマの神々（The Gods of Xuma）』、『ジューマの元帥たち（Warlords of Xuma）』が創元推理文庫から刊行。原題に『The Warlord of Mars』と共通する単語がある。
獣の数字（The Number of the Beast）
ロバート・A・ハインライン著。名前の一部にジョン・カーター、デジャー・ソリスを持つ主人公が登場するほか、訪れるパラレルワールドの一つに「バルスーム」が含まれている。ハヤカワ文庫より刊行。

### オマージュ、パロディ
リーグ・オブ・エクストラオーディナリー・ジェントルメン
原作アラン・ムーア、作画ケヴィン・オニールによるアメリカン・コミックス。第一篇に併録されている小説ではH.P.ラヴクラフトの『未知なるカダスを夢に求めて』の主人公ランドルフ・カーターとジョン・カーターが親戚であることが語られる。また第二篇の冒頭において火星が登場、ジョン・カーター等が異星人（『宇宙戦争』の）と戦っている。
ヴァーニスの剣士
クライヴ・ジャクスンのショートショート（パロディ）。フレドリック・ブラウン、マック・レナルズ共編　『SFカーニバル』　東京創元社〈創元推理文庫〉収録。

#### 日本人作家による作品
小説
『火星の大統領カーター』 - 栗本薫著。第39代アメリカ合衆国大統領のジミー・カーターを登場させたパロディ。レイ・ガン（光線銃）とレーガン（第40代大統領）を絡ませた部分もある。
『火星の土方歳三』 - 吉岡平著。『火星のプリンセス』へのオマージュ。土方歳三が火星に行き、活躍する。ジョン・カーターは名前のみ登場。
『南軍騎兵大尉ジョン・カーター』 - 吉岡平著。ジョン・カーターへのオマージュ。火星に行く前のカーターを描く。
『金星のZ旗』- 吉岡平著。『金星シリーズ』へのオマージュ。変名を用いたジョン・カーターが登場。主人公の秋山真之を金星へと送り出す。

## 映画化
ウォルト・ディズニー・ピクチャーズの製作で、『ジョン・カーター』として映画化され、2012年に公開された。
物語は、妻子を亡くした大富豪のカーターが突然消息を絶ち、残された日記がおいの作家エドガー・ライス・バローズの手に渡るところから始まり、そこにバルスームでの冒険譚が記されていたという、南北戦争から始まる原作とは、設定が異なるものとなっている。

## 参考図書
- Clark A. Brady　"The Burroughs Cyclopedia" ; McFarland & Company 1996年